# FN-resolutionen om mänskliga rättigheter på internet
FN-resolutionen om mänskliga rättigheter på internet (Resolution on the promotion, protection and enjoyment of human rights on the Internet) är en resolution som antogs av FN:s råd för mänskliga rättigheter i juli 2012.
Förslaget till resolutionen, vilket inte är ett bindande dokument, presenterades av Brasilien, Nigeria, Sverige, Tunisien, Turkiet och USA. Resolutionen baseras på rapporten Report of the Special Rapporteur on the promotion and protection of the right to freedom of opinion and expression av FN:s rapportör för yttrandefrihet Frank La Rue från maj 2011 och på ett arbete som initierats av den svenska regeringen om yttrandefrihet på internet.

## Resolutionen
Resolutionen att samma rättigheter ska gälla på Internet som utanför internet, och betonar särskilt yttrandefrihet. Den noterar internets globala och öppna karaktär som en viktig drivkraft för ekonomisk och social utveckling, samt uppmanar alla länder att främja tillgång till Internet, och till internationellt samarbete för att uppnå sådan tillgång globalt.